# یواس‌اس اسپایریا (۱۸۶۴)
یواس‌اس اسپایریا (۱۸۶۴) (به انگلیسی: USS Spirea (1864)) یک کشتی بود که طول آن not known بود. این کشتی در سال ۱۸۶۴ ساخته شد.